# Abigail Forbes
Abigail Forbes (* 10. März 2001) ist eine US-amerikanische Tennisspielerin.

## Karriere
Forbes begann im Alter von sechs Jahren mit dem Tennisspielen und spielt bislang vor allem auf der ITF Women’s World Tennis Tour, wo sie aber noch keinen Titel gewinnen konnte.
2017 trat sie mit Wildcards sowohl im Juniorinneneinzel als auch im Juniorinnendoppel der US Open an, schied jedoch bereits in der ersten Runde aus. Auch 2018 trat sie im Juniorinneneinzel der US Open an, schied aber ebenfalls in der ersten Runde aus. 
2019 spielte sie das Juniorinneneinzel und Juniorinnendoppel der French Open und erreichte im Doppel mit ihrer Partnerin Savannah Broadus das Achtelfinale. Im Juniorinneneinzel in Wimbledon erreichte sie mit einem Sieg gegen Ljubow Kostenko die zweite Runde, wo sie gegen Diane Parry in zwei Sätzen verlor, im Juniorinnendoppel gewann sie mit Savannah Broadus den Titel gegen Kamilla Bartone und Oxana Selechmetjewa mit 7:5, 5:7 und 6:2. Für das Damendoppel der US Open 2019 erhielt sie zusammen mit ihrer Partnerin Alexa Noel eine Wildcard, die beiden unterlagen aber bereits in der ersten Runde.